# Savage Garden
Savage Garden var en framgångsrik australiensisk popgrupp från Brisbane åren 1994-2001, som skapades av Darren Hayes (sång) och Daniel Jones (keyboard/gitarr). Namnet tog man från "Beauty was a Savage Garden" från The Vampire Chronicles av Anne Rice.
Savage Garden slog igenom 1997 med tre stora hits: I Want You, Truly Madly Deeply och To the Moon and Back. Savage Garden upplöstes 2001. Till dags dato har gruppen sålt drygt 35 miljoner skivor. Den 6 februari 1998 fick gruppen ta emot Brisbanes stadsnycklar av borgmästaren.

## Historia
Som ung  ägnade Jones mer tid åt sitt band än skolan och gick därför aldrig klart skolan. Bandet bestod av Jones och hans bröder. När Jones annonserade efter en sångare till bandet i tidningen "Time Off" anmälde sig Hayes direkt. De tog ut honom som sångare redan efter första audition. 1994 lämnade Darren och Daniel bandet för att skapa ett eget band. Från början hette de Crush, som skulle vara ett tecken på kärlek, men de bytte sedan namn till Savage Garden. När en amerikansk DJ var på besök i Australien skulle han spela in deras första låtar. Efter att han lyssnat på låtarna skickade han dem till USA, där de snabbt blev en stor succé.
Deras första album hette Savage Garden och hade stora hits som "Break Me Shake Me", "Santa Monica", Truly Madly Deeply, To the Moon and Back, "I Want You" och "Tears of Pearls". 1999 släppte Savage Garden sitt andra och sista album Affirmation. Deras stora hit "I Knew I Loved You" låg kvar på Amerikas Topp 40, 4 år efter att singeln hade släppts. 2001 ville Jones lämna bandet för att ägna tid åt en karriär utanför musiken, vilket blev den officiella förklaringen. Trots detta ägnade fansen mycket tid åt spekulation då det var Hayes som gjorde separationen officiell, utan Jones medgivande. Deras sista turné var Affirmation-turnén. Savage Garden spelade på Olympiska sommarspelen 2000.

## Diskografi

### Album
| År   | Titel                                             |
| ---- | ------------------------------------------------- |
| 1997 | Savage Garden                                     |
| 1999 | Affirmation                                       |
| 2005 | Truly Madly Completely: The Best of Savage Garden |

### Singlar
| År   | Titel                | Album         |
| ---- | -------------------- | ------------- |
| 1996 | I Want You           | Savage Garden |
| 1996 | To the Moon and Back | Savage Garden |
| 1997 | Truly Madly Deeply   | Savage Garden |
| 1997 | Break Me, Shake Me   | Savage Garden |
| 1997 | Universe             | Savage Garden |
| 1998 | Tears of Pearls      | Savage Garden |
| 1998 | Santa Monica         | Savage Garden |
| 1998 | I Want You '98       | Savage Garden |
| 1999 | The Animal Song      | Affirmation   |
| 1999 | I Knew I Loved You   | Affirmation   |
| 2000 | Affirmation          | Affirmation   |
| 2000 | Crash and Burn       | Affirmation   |
| 2000 | Chained To You       | Affirmation   |
| 2000 | Hold Me              | Affirmation   |
| 2001 | The Best Thing       | Affirmation   |

### Priser
| År   | Kategorier |
| ---- | --- |
| 1997 | - Channel V Awards, Indien - Best International Debut Single (I Want You) - 11th Annual ARIA Music Awards (Australia) - record 10 wins: - Album of the Year (Savage Garden) - Single of the Year (Truly, Madly, Deeply) - Song of the Year (To The Moon & Back) - Highest Selling Single (Truly, Madly, Deeply) - Best Group - Breakthrough Artist – Album (Savage Garden) - Best Pop Release (To The Moon and Back) - Best Independent Release (Savage Garden) - Producer of the Year (Charles Fisher, Savage Garden) - Engineer of the Year |
| 1998 | - IFPI Platinum Europe Award in recognition of European sales in excess of 1,000,000 (1998) - 12th Annual ARIA Awards (Australia): - Highest Selling Album (Savage Garden) - Outstanding Achievement Award - APRA Music Awards (Australasian Performing Right Association) - Songwriters of the Year - Most Performed Australian Work Overseas (I Want You) |
| 1999 | - Billboard Music Awards (USA) - Adult Contemporary Single of the Year (Truly Madly Deeply) - Hot 100 Singles Airplay of the Year (Truly Madly Deeply) - 13th Annual ARIA Awards (Australia) - Best Pop Release ("The Animal Song") - Top 10 on 7 different year-end charts in Billboard Magazine in 1999, based on sales and radio airplay in the US: - Top Pop Artists (#3) - Hot 100 Singles Artists Duo/Group (#3) - Hot 100 Singles (#4 - Truly Madly Deeply) - Top 200 Album Artists Duo/Group (#4) - Top 200 Albums (#9 - Savage Garden) - Top 200 Album Artists (#10) - APRA Music Awards (Australasian Performing Right Association) - Most Performed Australian Work Overseas (Truly Madly Deeply) |
| 2000 | - Most Played Song on American Radio (‘I Knew I Loved You’) - World Music Awards, Monaco - "World’s Bestselling Australian Group" - 14th Annual ARIA Awards (Australia) - Highest Selling Album (Affirmation) - Billboard Music Awards (USA) - Best AC Video (I Knew I Loved You) - AC Song of the Year (I Knew I Loved You) - AC Artist of the Year - BRMB Music Radio Award - Best International Group - APRA Music Awards (Australasian Performing Right Association) - Most Performed Australian Work (The Animal Song) - Most Performed Australian Work Overseas (Truly Madly Deeply) |
| 2001 | - 18th Annual ASCAP Pop Music Awards (American Society of Composers, Authors and Publishers) - Song of the Year (2001) - APRA Music Awards (Australasian Performing Right Association) - Most Performed Australian Work Overseas (I Knew I Loved You) |
| 2002 | - APRA Music Awards (Australasian Performing Right Association) - Most Performed Australian Work (Hold Me) - Most Performed Australian Work Overseas (Crash And Burn)) |
| 2003 | - APRA Music Awards (Australasian Performing Right Association) - Most Performed Australian Work Overseas (I Knew I Loved You) |
| 2004 | - APRA Music Awards (Australasian Performing Right Association) - Most Performed Australian Work Overseas (I Knew I Loved You) |